# 简肢苗条猛水蚤
简肢苗条猛水蚤（学名：Parastenocaris brevipes）为苗条猛水蚤科苗条猛水蚤属的动物。分布于俄罗斯、瑞典、波兰、法国以及中国大陆的广东、广西、福建、云南等地，一般生活于沼泽水生植物层中以及江河沿岸的泥沙底部。